# Le Busseau
Le Busseau település Franciaországban, Deux-Sèvres megyében. Lakosainak száma 734 fő (2022. január 1.). Le Busseau Saint-Laurs, Saint-Paul-en-Gâtine, Scillé, Faymoreau, Marillet, Saint-Hilaire-de-Voust, Beugnon-Thireuil és Terval községekkel határos.

## Népesség
A település népességének változása:
| Lakosok száma | 757  | 734  | 737  | 732  | 732  | 733  | 733  | 733  | 734  |
|               | 2013 | 2015 | 2016 | 2017 | 2018 | 2019 | 2020 | 2021 | 2022 |